# Joonas Granberg

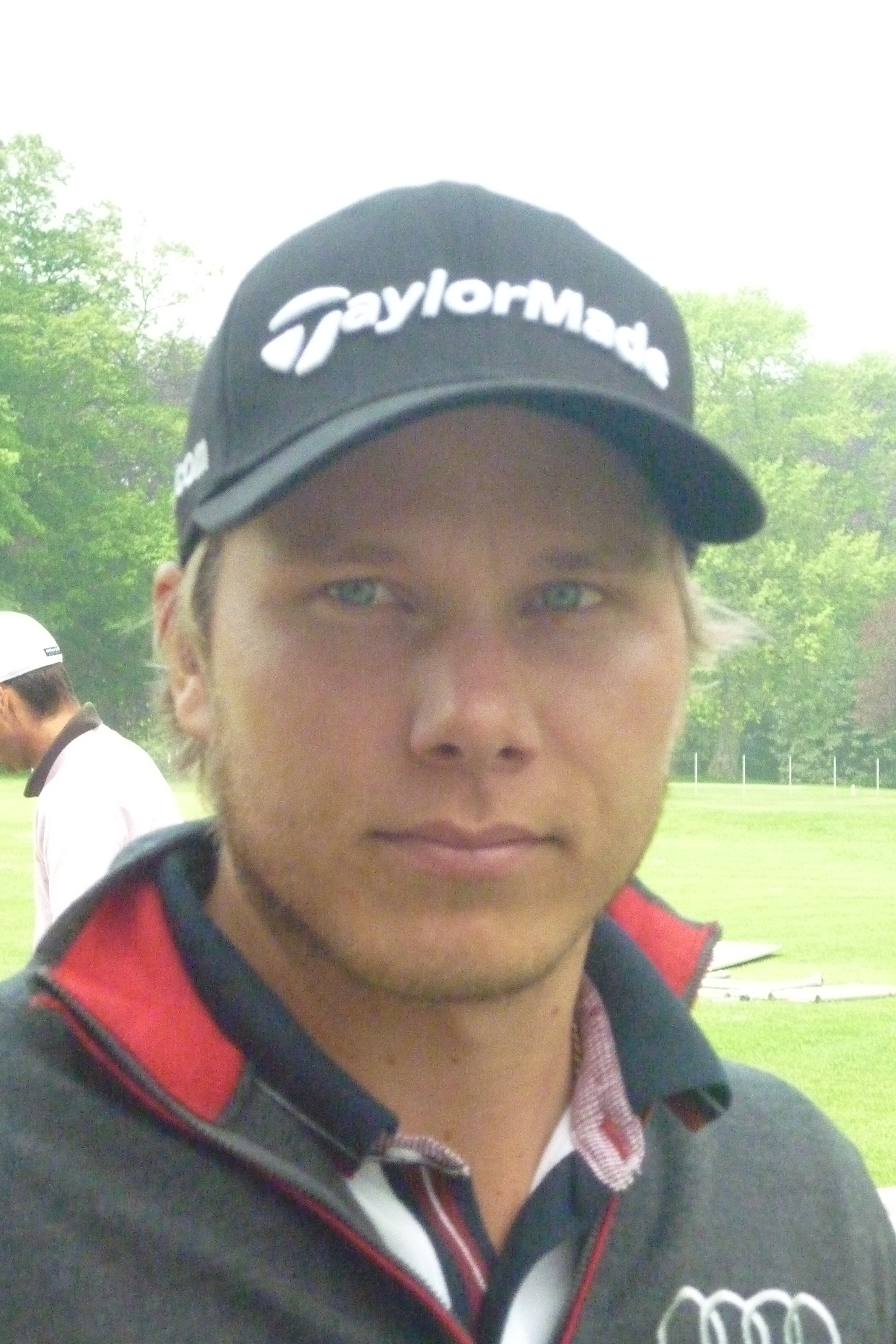
Telenet Trophy 2012

Joonas Granberg (Turku, 30 december 1986) is een golfprofessional uit Finland.
In 2008 en 2009 speelde Joonas op de Europese Challenge Tour, en in 2010 en 2011 op de Aziatische PGA Tour. Daar won hij in 2011 een toernooi op de Kota Permai Golf and Country Club met een nieuw baanrecord van 62 in zijn eerste ronde.

## Gewonnen
Nordic League
- 2007: St Laurence Open
- 2010: Finnish Tour Opening

Asian Tour
- 2011: Worldwide Holdings Selangor Masters (-15) op de Kota Permai Golf and Country Club.